# 水谷豊 (体育学者)
水谷 豊（みずたに ゆたか、1943年 - ）は、日本の体育学者。武庫川女子大学教授、バレーボールやバスケットボールの研究者で、日本バスケットボール協会理事（国際担当）。

## 来歴
岐阜県出身。1966年、東京教育大学（現在の筑波大学）体育学部卒業。1973年、東京教育大学大学院体育学研究科修士課程修了。バレーボールやバスケットボールの研究者として知られる。とりわけ、これらの歴史の研究に注力し、バスケットボールの歴史に関しては日本の第一人者として知られる。フジテレビ系列「トリビアの泉」に出演した。桐朋学園芸術短期大学教授を経て、武庫川女子大学教授。桐朋学園芸術短期大学教授時代にトリビアの泉に出演し、バスケットボールは昔50対50でやっていたというトリビアを検証するブイティーアールにバスケットボール研究の第一人者として出演した。また、石川源三郎の業績の再発掘にも尽力した。

## 人物
- J・ネイスミスを心の師として仰ぐ
- 座右の銘は持たないようにしている
- 趣味がないことが趣味[2]

## 主な著書
- バレーボール : その起源と発展（平凡社）
- バスケットボール・ザ・ワールド・ニュース（そうぶん社）
- バスケットボールの分析的研究-マルコフ過程の応用によるゲーム分析(共著、日本体育学会第23回大会号、1972年）
- アメリカ・バスケットボールの技術発達史（共著、関西大学大学論集第40巻4号、1991）
- バスケットボールの3点シュートに関する一考察（上越教育大学研究紀要第７巻第３分冊、1988）
- 現代体育スポーツ体系　26巻（講談社、1984）

## 主な訳書
- バスケットボール・コーチング・マニュアル（共訳）

## 主な出演
- トリビアの泉
- スポーツフロンティア
- チコちゃんに叱られる!